# مورويا (كوينزلاند)
مورويا (بالإنجليزية: Moruya)‏ هي بلدة في ساوث كوست نيوساوث ويلز في أستراليا، حيثُ تقع على نهر مورويا.

## أعلام
- نورمان ريان
- سارة اندروز
- بيل وودز
- ريتشارد وليامز
- ستيفي رايت